# Olympische Sommerspiele 1996/Teilnehmer (Britische Jungferninseln)
| Gelbes Symbol für Goldmedaillen mit stilisierten Olympischen Ringen | Graues Symbol für Silbermedaillen mit stilisierten Olympischen Ringen | Braundes Symbol für Bronzemedaillen mit stilisierten Olympischen Ringen |
| ------------------------------------------------------------------- | --------------------------------------------------------------------- | ----------------------------------------------------------------------- |
| —                                                                   | —                                                                     | —                                                                       |

Die Britischen Jungferninseln nahmen bei den Olympischen Sommerspielen 1996 zum vierten Mal an Olympischen Spielen teil. Die Mannschaft bestand aus sieben Sportlern, die alle Männer waren. Sie starteten in fünf Wettbewerben in zwei Sportarten. Der jüngste Teilnehmer war der Leichtathlet Steve Augustine mit 19 Jahren und 145 Tagen, der älteste war Willis Todman, der ebenfalls in der Leichtathletik startete, mit 30 Jahren und 201 Tagen. Die Fahne der Britischen Jungferninseln wurde während der Eröffnungsfeier am 19. Juli 1996 von dem Leichtathleten Keita Cline, der vier Jahre später wiederum der Fahnenträger war, in das Olympiastadion getragen.

## Teilnehmer
| Name            | Alter | Geschlecht | Sportart       | Resultat(e)                                                                                                |
| --------------- | ----- | ---------- | -------------- | --- |
| Steve Augustine | 19    | männlich   | Leichtathletik | Platz 6 im dritten Vorlauf mit der 400-Meter-Staffel                                                       |
| Keita Cline     | 21    | männlich   | Leichtathletik | Platz 7 im fünften Vorlauf mit der 100-Meter-Staffel; Platz 40 in der Weitsprung-Qualifikation             |
| Robert Hirst    | 24    | männlich   | Segeln         | Platz 25 im Laser                                                                                          |
| Greg Rhymer     | 24    | männlich   | Leichtathletik | Platz 7 im achten Vorlauf über 800 Meter; Platz 6 im dritten Vorlauf mit der 400-Meter-Staffel             |
| Mario Todman    | 21    | männlich   | Leichtathletik | Platz 6 im dritten Vorlauf mit der 400-Meter-Staffel; Platz 7 im fünften Vorlauf mit der 100-Meter-Staffel |
| Willis Todman   | 30    | männlich   | Leichtathletik | Platz 7 im fünften Vorlauf mit der 100-Meter-Staffel                                                       |
| Ralston Varlack | 22    | männlich   | Leichtathletik | Platz 6 im dritten Vorlauf mit der 400-Meter-Staffel; Platz 7 im fünften Vorlauf mit der 100-Meter-Staffel |